# Conanalus brevicaudus
Conanalus brevicaudus is een rechtvleugelig insect uit de familie sabelsprinkhanen (Tettigoniidae). De wetenschappelijke naam van deze soort is voor het eerst geldig gepubliceerd in 2008 door Shi, Mao & Ou.